# Yebrgual Melese
Yebrgual Melese, née le 18 avril 1990 à Addis-Abeba, est une marathonienne éthiopienne.

## Carrière
Elle remporte le Semi-marathon de Paris en 2014 et 2015, le Semi-marathon du Portugal en 2018, le Marathon de Shanghai en 2018 et 2019. Elle termine deuxième du Marathon de Chicago 2015 et cinquième du Marathon de Chicago 2016 ainsi que du Marathon de Paris 2017.